# Hail Mary
| Årets häst   |              |               |
| 2019         | 2020         | 2021          |
| Propulsion   | Hail Mary    | Calgary Games |
| Daniel Redén | Robert Bergh | Timo Nurmos   |

Hail Mary, född 28 maj 2016, är en svensk varmblodig travhäst. Han tränas sedan december 2021 av Daniel Redén. Han tränades och kördes innan av Robert Bergh.
Hail Mary började tävla i augusti 2019 och inledde med två raka segrar. Han har till maj 2021 sprungit in cirka 11 miljoner kronor på 31 starter, varav 20 segrar och 6 andraplatser. Han har tagit karriärens hittills största segrar i Svenskt Travderby (2020) och Breeders' Crown (2020). Han har även segrat i Kriterierevanschen (2019) och Margaretas Tidiga Unghästserie (2020). Han har kommit på andraplats i Norrlands Grand Prix (2020), Lyon Grand Prix (2021), Berth Johanssons Memorial (2021) och Åby Stora Pris (2022).
Han utsågs till både "Årets Häst" och "Årets 4-åring" för sina framgångar under 2020.

## Exteriör och signalement
Hail Mary är mörkbrun och har en mankhöjd om 170 cm. Han har en väl ansatt hals, lång hög markerad manke, långt liggande bogar, smal bål och bringa, långa skankar och sluttande kors. Hans kors är 166 cm.

## Karriär

### Säsongen 2019
Hail Mary gick ett första kvallopp på Axevalla den 29 november 2018. I kvalloppet kördes han av Brian S. Jörgensen som är försteman hos tränare Robert Bergh och har hand om inkörningen av unghästar. Hail Mary var en av de första hästar som Jörgensen kvalade. Efter att Hail Mary drabbats av en skada efter kvalet kom tävlingsdebuten att skjutas upp nästan ett år, till slutet av augusti 2019.
Hail Mary gjorde sin första start och tog sin första seger den 22 augusti 2019 i ett treåringslopp på Gävletravet, körd av sin tränare Robert Bergh. Drygt två veckor senare följdes segern i debutloppet upp med ytterligare en seger, denna gång i ett treåringslopp på Sundbyholms travbana där han segrade trots en kort galopp under loppets gång. Den tredje starten blev ett uttagningslopp till Svenskt Trav-Kriterium den 17 september 2019, där han blev oplacerad efter att ha strulat bakom startbilen och hamnat långt ner i fältet. Han var tillbaka i vinnarcirkeln redan starten därefter då han vann ett treåringslopp på Solvalla den 28 september 2019, och inledde en segersvit som skulle vara året ut och i totalt nio starter fram till juni 2020.
I sin sista start för säsongen deltog han i Kriterierevanschen den 26 november 2019 på Solvalla. Han vann loppet med fem längder från ledningen och tog därmed sin första seger med en sexsiffrig prispeng. Efter loppet började det i travmedia spekuleras om Hail Mary under nästa år kunde vara en utmanare till stallkamraten Power som varit kullens kung såhär långt. Totalt sprang Hail Mary in 405 500 kronor och segrade i 5 av 6 starter under debutsäsongen.

### Säsongen 2020
Som fyraåring gjorde Hail Mary årsdebut den 27 mars 2020 med att segra med fem längder i ett lopp på Bergsåker. Han tog sedan fem ytterligare raka segrar, bland annat i Margaretas Tidiga Unghästserie den 6 maj på Solvalla. Segersviten om totalt nio segrar bröts den 26 juni 2020 i ett försök till Norrlands Grand Prix. I starten därefter kom han på andraplats i finalen av Norrlands Grand Prix den 16 juli, slagen av Aramis Bar som vann på nytt svenskt rekord. Han var tillbaka i vinnarcirkeln den 4 augusti 2020 då han segrade i ett fyraåringslopp på Hagmyren som uppladdning inför kommande Derbykval.
Säsongens stora mål för Hail Mary var 2020 års upplaga av Svenskt Travderby på Jägersro. Uttagningsloppet gick av stapeln den 25 augusti 2020 där Hail Mary segrade med en nos före Guzz Mearas som hade travat i ledningen. I loppet kördes han av Per Lennartsson eftersom Bergh var avstängd den tävlingsdagen. Den 6 september 2020 segrade han även i Derbyfinalen, då med Bergh tillbaka i sulkyn. Segern var Berghs fjärde i Svenskt Travderby. Han hade tidigare segrat med Remington Crown (1997), Hilda Zonett (2001) och Tsar d'Inverne (2003).
Den 8 november 2020 segrade Hail Mary i finalen av Breeders' Crown för fyraåriga hingstar och valacker. Efter loppet hyllades han stort i travmedia och flera experter menade att han har alla egenskaper för att bli världens bästa travhäst. Det spekulerades därefter om Hail Mary skulle resa till Frankrike för att delta i det franska vintermeetinget men så blev inte fallet utan efter segern i Breeders' Crown gick han till vintervila. Totalt sprang Hail Mary in 6,8 miljoner kronor och segrade i 12 av 14 starter under 2020. Han var årets vinstrikaste häst i Sverige.
Vid Hästgalan i februari 2021 blev Haily Mary utsedd till både "Årets Häst" och "Årets 4-åring" för sina prestationer under 2020. Han vann "Årets Häst"-utmärkelsen med 73 procent av rösterna.

### Säsongen 2021
Som femåring började Hail Mary tävla mot den äldre eliten. Han årsdebuterade den 9 april 2021 med att segra i ett lopp på Bodentravet. Segern var hans sjunde raka och han hade varit obesegrad sedan augusti 2020. Segersviten bröts i Lyon Grand Prix den 8 maj 2021 där han kom på andraplats efter att ha blivit förbispurtad av Rotate från rygg ledaren. Den 15 maj 2021 gjorde han årets tredje start när han deltog i Berth Johanssons Memorial på Umåker. På förhand målades loppet upp som en duell mellan Don Fanucci Zet och Hail Mary. Loppet blev också en duell mellan dessa två där Hail Mary placerades utvändigt om Don Fanucci Zet som travade i ledningen. Över upploppet drog den sistnämnde det längsta strået och vann på målfoto med en marginal av en nos. Hail Mary kom på andraplats. Efter loppet spekulerades det i om Hail Mary skulle få en inbjudan till 2021 års upplaga av Elitloppet. Under kvällen samma dag meddelade tränare Bergh att han inte avser starta Hail Mary i Elitloppet detta år, bland annat efter att han själv blivit avstängd från att köra under Elitloppshelgen efter att ha gjort en felaktig drivning.
I december 2021 meddelades det att Hail Mary flyttas till Daniel Redén, då ägarna inte varit nöjda med resultaten under 2021.

## Statistik
| Statistik för Hail Mary (Ref.) | Statistik för Hail Mary (Ref.) | Statistik för Hail Mary (Ref.) | Statistik för Hail Mary (Ref.) | Statistik för Hail Mary (Ref.) | Statistik för Hail Mary (Ref.) |
| ------------------------------ | ------------------------------ | ------------------------------ | ------------------------------ | ------------------------------ | ------------------------------ |
| Starter                        | Placeringar                    | Startprissumma                 | Segerprocent                   | Platsprocent                   | Rekord                         |
| 23                             | 18-3-0                         | 7 543 000 kr                   | 78 %                           | 91 %                           | 11,3am, 12,8al                 |

### Löpningsrekord
| Datum            | Bana      | Lopp                 | Tid    | Distans | Startmetod | Kusk         |
| ---------------- | --------- | -------------------- | ------ | ------- | ---------- | ------------ |
| 17 juli 2020     | Bergsåker | Norrlands Grand Prix | 1.11,3 | 2140 m  | autostart  | Robert Bergh |
| 6 september 2020 | Solvalla  | Svenskt Travderby    | 1.12,8 | 2640 m  | autostart  | Robert Bergh |

### Större segrar
| År   | Lopp                                        | Kusk            | Vinstbelopp   | Grupp   |
| ---- | ------------------------------------------- | --------------- | ------------- | ------- |
| 2019 | Kriterierevanschen                          | Robert Bergh    | 200 000 SEK   | -       |
| 2020 | Margaretas Tidiga Unghästserie, 4-åriga h/v | Robert Bergh    | 300 000 SEK   | -       |
| 2020 | Svenskt Travderby                           | Robert Bergh    | 4 000 000 SEK | Grupp 1 |
| 2020 | Breeders' Crown, 4-åriga h/v                | Per Lennartsson | 1 600 000 SEK | Grupp 1 |

## Avelskarriär

### Avelsvärdering
Hail Mary har ännu inte varit verksam som avelshingst. En första avelsvärdering gjordes den 6 november 2020 inför avelsvärderingsnämnden i Eskilstuna för att värdera hans avelsvärde. Hail Mary fick i avelsvärderingen 76 av 100 möjliga poäng, vilket innebär "högt skattat avelsvärde" (71-85 poäng). I värderingen gjordes bedömningar av hans härstamning, tävlingsprestationer, temperament och exteriör.

## Utmärkelser

### Hästgalan
| År   | Nominerad         | Resultat |
| ---- | ----------------- | -------- |
| 2020 | "Årets fyraåring" | 1        |
| 2020 | "Årets häst"      | 1        |

## Stamtavla
| Efter Googoo Gaagaa 2009 | Cam's Rocket 1996   | Cam's Card Shark | Cam Fella         |
| Efter Googoo Gaagaa 2009 | Cam's Rocket 1996   | Cam's Card Shark | Jef's Magic Trick |
| Efter Googoo Gaagaa 2009 | Cam's Rocket 1996   | Queen of Rock    | Meadow Skipper    |
| Efter Googoo Gaagaa 2009 | Cam's Rocket 1996   | Queen of Rock    | Gravel Pit        |
| Efter Googoo Gaagaa 2009 | Kora's Trotter 2001 | Veeba Rova       | Speedy Somolli    |
| Efter Googoo Gaagaa 2009 | Kora's Trotter 2001 | Veeba Rova       | Akdov             |
| Efter Googoo Gaagaa 2009 | Kora's Trotter 2001 | Misty Tickles    | Jurgy Hanover     |
| Efter Googoo Gaagaa 2009 | Kora's Trotter 2001 | Misty Tickles    | Misty Giggles     |
| Undan Dream's U.S. 1997  | Victory Dream 1991  | Valley Victory   | Baltic Speed      |
| Undan Dream's U.S. 1997  | Victory Dream 1991  | Valley Victory   | Valley Victoria   |
| Undan Dream's U.S. 1997  | Victory Dream 1991  | Crown Dream      | Speedy Crown      |
| Undan Dream's U.S. 1997  | Victory Dream 1991  | Crown Dream      | Viva Hill         |
| Undan Dream's U.S. 1997  | Nan's Catch 1985    | Bonefish         | Nevele Pride      |
| Undan Dream's U.S. 1997  | Nan's Catch 1985    | Bonefish         | Exciting Speed    |
| Undan Dream's U.S. 1997  | Nan's Catch 1985    | Nan Hanover      | Speedy Count      |
| Undan Dream's U.S. 1997  | Nan's Catch 1985    | Nan Hanover      | Noble Nan         |